# Württemberg

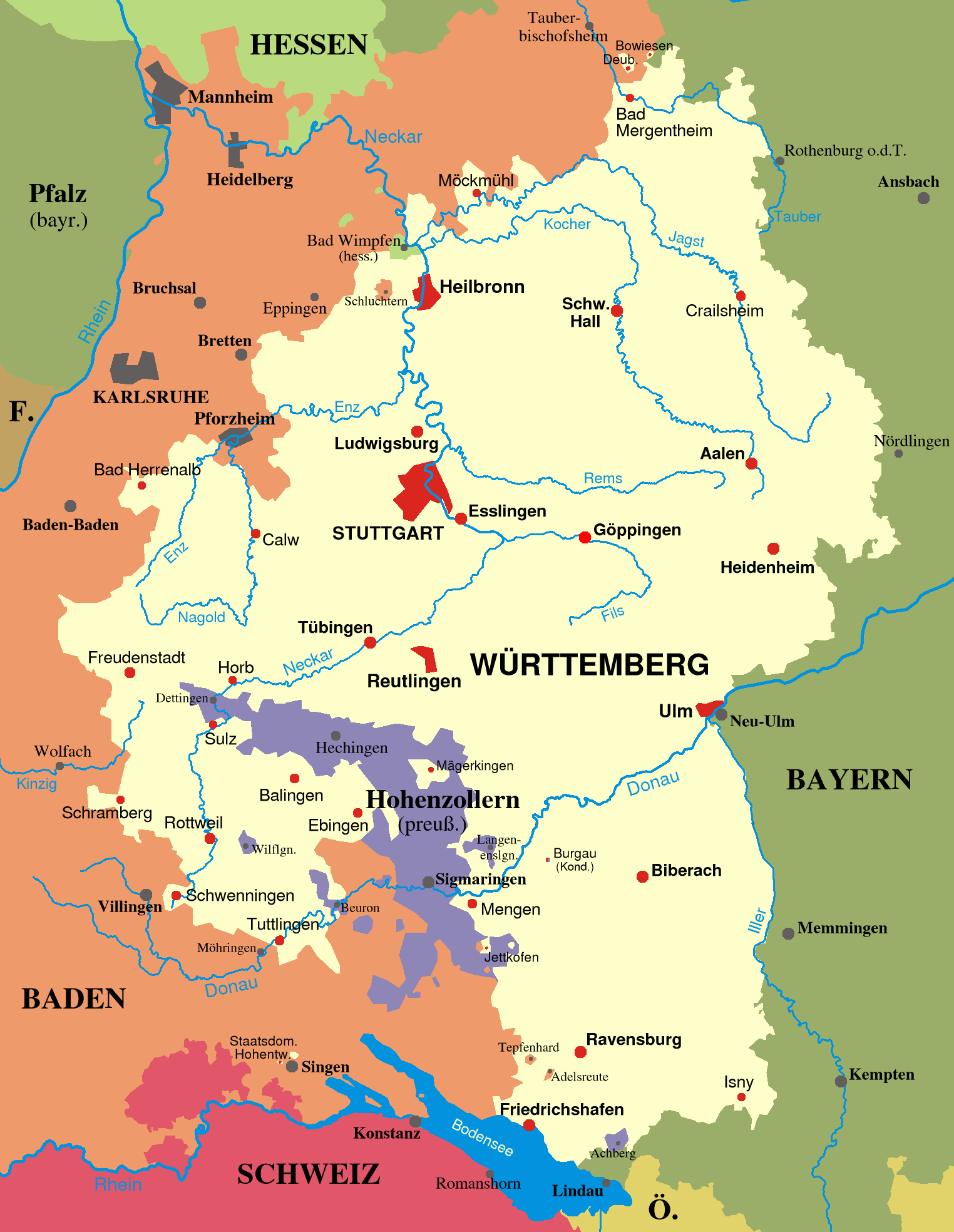
Württemberg

Vlag van Württemberg

Württemberg is een voormalig koninkrijk en vroegere Duitse deelstaat, een deel van het huidige Baden-Württemberg. De hoofdstad was Stuttgart, in sommige periodes ook Ludwigsburg of Urach.

## Locatie

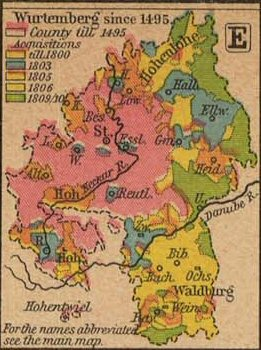
Württemberg: territoriale uitbreidingen 1495-1810

Het lag tussen 47° 34' 48" en 49° 35' 17" N., en tussen 8° 15' en 10° 30' E. De lengte van noord tot zuid was op het breedste punt 225 km en van west tot oost maximaal 160 km. De grensomtrek was 1800 km en de oppervlakte 20.000 km².
Het grensde in het oosten aan Beieren en in de andere drie richtingen aan Baden behalve in het zuiden waar een klein stukje aan Hohenzollern en het Bodenmeer grensde.

## Naam
De naam Württemberg is afgeleid van een berg in Rotenberg bij Stuttgart-Untertürkheim waar de elfde-eeuwse burcht Wirtemberg stond. In 1820 werd aldaar een kapel voor koningin Catharina Paulowna, echtgenote van koning Willem I, gebouwd. De herkomst van de naam is echter niet duidelijk. De vroegere verklaring Wirth am Berg wordt nu algemeen verworpen. Men heeft gesuggereerd dat de naam Württemberg is afgeleid van een eigennaam als Wiruto of Wirtino; anderen denken aan een Keltische plaatsnaam als Virolunum of Verdunum.

## Graafschap Württemberg (1092-1495)
Württemberg was van 1092 tot 1495 een graafschap. In 1442 werd het gebied conform het Verdrag van Nürtingen opgedeeld in de linies Württemberg-Urach en Württemberg-Stuttgart. Deze deling werd in 1482 met het Verdrag van Münsingen weer ongedaan gemaakt. In 1324 werden de heerlijkheid Riquewihr (Duits: Reichenweiher) en het graafschap Horbourg in de Elzas verworven. In 1397/1409 werd het graafschap Montbéliard (Duits: Mömpelgard) door huwelijk verworven. In Montbéliard resideerde meestal een zijtak van de familie.

## Hertogdom Württemberg (1495-1803)
In 1495 werd graaf Everhard V als Everhard I tot hertog verheven. De verschillende gebieden van Württemberg werden samen één rijksleen. Bij de vorming van de Kreitsen in 1500 ging het hertogdom deel uitmaken van de Zwabische Kreits. In 1504 werd het graafschap Löwenstein ingelijfd. Van 1520 tot 1534 was de hertog verdreven en behoorde het hertogdom tot Voor-Oostenrijk. Omstreeks 1535 werd de Reformatie ingevoerd. In 1751 werd de heerlijkheid Justingen verworven en na 1781 het halve graafschap Limpurg.
Frankrijk annexeerde in 1793 Montbéliard en Riquewihr.

## Keurvorstendom Württemberg (1803-1806)

### Württemberg en de Reichsdeputationshauptschluss
- Paragraaf 6 van de Reichsdeputationshauptschluss van 28 februari (1803) legde vast: De hertog van Württemberg krijgt voor het verlies van het vorstendom Montbéliard met toebehoren, alsmede voor zijn rechten, bezittingen en aanspraken in de Elzas en de Franche-Comté: de proosdij Ellwangen; de stichten, abdijen en kloosters Zwiefalten, Schönthal en Comburg met de landshoogheid (onder voorbehoud van de rechten van wereldlijke vorsten en het graafschap Limpurg). Verder: Rottenmünster, Heiligkreuztal, Oberstenfeld, Margrethenhausen, verder alle die in de nieuwe bezittingen gelegen zijn. Verder het dorp Dürrenmettenstetten en de rijkssteden Weil der Stadt, Reutlingen, Esslingen, Rottweil, Giengen, Aalen, Schwäbisch Hall, Schwäbisch Gmünd en Heilbronn.
- Paragraaf 31 kende de hertog de keurvorstelijke waardigheid toe.
- Paragraaf 32 kende de hertog drie nieuwe zetels toe in de raad van vorsten van de Rijksdag, respectievelijk voor Teck, Zwiefalten en Tübingen.

De nieuwe keurvorst verenigde de nieuwe gebieden niet met het hertogdom omdat hij in zijn nieuwe landen zonder inspraak van de standen wilde regeren. De regering voor Nieuw-Württemberg was gevestigd in Ellwangen.

## Koninkrijk Württemberg (1806-1918)

### Württemberg en de Vrede van Pressburg
De Vrede van Presburg van 26 december 1805 bracht de volgende veranderingen:
- Artikel 7 kende de keurvorst de koninklijke titel toe.
- In artikel 8 stond Oostenrijk af de vijf Donausteden, te weten Ehingen, Munderkingen, Riedlingen, Mengen en Saulgau, met hun onderhorigheden, het Boven- en Nedergraafschap Hohenberg, het landgraafschap Nellenburg en de landvoogdij Altdorf met onderhorigheden (met uitzondering van de stad Konstanz), het deel van de Breisgau dat als enclave binnen Württembergs gebied lag ten oosten van de lijn les Schlegelberg-Molbach, en de steden Villingen en Bräunlingen.

### Württemberg en de Rijnbondakte
De Rijnbondakte van 12 juli 1806 bracht de volgende veranderingen:
- In artikel 13 stond het koninkrijk Beieren de heerlijkheid Wiesensteig af aan Württemberg en deed hij afstand van zijn rechten via het markgraafschap Burgau op de abdij Wiblingen.
- In artikel 14 stond Württemberg af aan het groothertogdom Baden: het graafschap Bonndorf en de steden Bräunlingen en Villingen met hun gebied evenals de stad Tuttlingen voor zover gelegen op de rechter oever van de Donau.
- In artikel 15 stond Baden aan Württemberg af de stad en het gebied van Biberach.
- In artikel 18 werd bij Württemberg gevoegd: de heerlijkheid Wiesensteig, de stad Biberach, de stad Waldsee, het graafschap Schelklingen, de commanderij Kapfenburg of Lauchheim en de commanderij Altshausen met uitzondering van de heerlijkheden Achberg en Hohenfels en de abdij Wiblingen.
- In artikel 24 werd de mediatisering geregeld: onder de soevereiniteit van Württemberg kwamen de bezittingen van de vorsten en graven van Waldburg, de graafschappen Baindt, Eglofs, Gutenzell, Heggbach, Isny, Königsegg-Aulendorf, Ochsenhausen, Rot, Schussenried en Weißenau, de heerlijkheden Mietingen en Sulmingen, Neuravensburg, Tannheim, Warthausen en Weingarten, uitgezonderd de heerlijkheid Hagnau, de bezittingen van de vorst van Thurn und Taxis (met uitzondering van de gebieden ten noorden van het vorstendom Neuburg, de heerlijkheid Straßberg en het ambt Ostrach), de heerlijkheden Gundelfingen en Neufra, de delen van het graafschap Limpurg-Gaildorf die nog niet in bezit waren van Württemberg, alle bezittingen van de vorsten van Hohenlohe met uitzondering van de delen die aan Beieren komen, en ten slotte het deel van het (voormalig Keurmainzer) ambt Krautheim dat op de linker oever van de Jagst ligt.

Grensverdragen met het groothertogdom Baden om de grenzen te normaliserer werden gesloten op 17 oktober 1806 en 31 december 1808.

### De Parijzer grensverdragen van 1810
In 1809 kreeg Württemberg in ruil voor het landgraafschap Nellenburg het vorstendom Mergentheim.
Op 18 mei 1801 werd een grensverdrag met Beieren gesloten, waardoor de grens naar het oosten werd verlegd. Württemberg kreeg daardoor onder andere Friedrichshafen en Ulm in bezit. Op 2 oktober 1810 werd een grensverdrag met Baden afgesloten. Nellenburg werd aan Baden afgestaan.

### Het koninkrijk na het Congres van Wenen
Op het Congres van Wenen in 1815 bleven de grenzen van Württemberg onveranderd. Het land werd deel van de Duitse Bond.
In 1866 streed het koninkrijk aan de kant van Oostenrijk tegen Pruisen. Het verliezen van de oorlog had geen enkele invloed op de omvang van het gebied. In 1870/1 ging het koninkrijk deel uitmaken van het Duitse Keizerrijk. Na de Eerste Wereldoorlog brak ook in Württemberg een revolutie uit en de vierde en laatste koning Willem II trad af op 30 november 1918.

## Van vrijstaat Württemberg tot bondsstaat Baden-Württemberg (1918-1945/1952)
Van 1918 tot 1945 was het land deel van Duitsland, maar na de Tweede Wereldoorlog werd het opgedeeld in een Amerikaans en een Frans deel.
Samen met delen van het voormalige land Baden vormden ze de onder Amerikaans bestuur staande Württemberg-Baden met de hoofdstad Stuttgart en het onder Frans bestuur staande Württemberg-Hohenzollern met de hoofdstad Tübingen. Na een referendum op 9 december 1951 werden deze twee staten met Baden verenigd tot het bondsland Baden-Württemberg.

## Afkomstig uit Württemberg
- Johann Georg Faust (ca. 1480-ca. 1540), medicus
- Philipp Melanchthon (1497-1560), theoloog
- Johannes Keppler (1571-1630), astronoom
- Antonia van Württemberg (1613-1679), deskundige op het gebied van de Hebreeuwse taal, de rabbijnse literatuur en de kabbala
- Friedrich Hölderlin (1770-1843), dichter
- Sophie van Württemberg (1818-1877), koningin der Nederlanden
- Hermann Hesse (1877-1962), schrijver, Nobelprijs voor Literatuur 1946